# 张小宏
张小宏（1968年3月—），男，汉族，江苏昆山人，中华人民共和国政治人物，曾任住房和城乡建设部党组成员、副部长，2023年1月任上海市人民政府党组成员、副市长。

## 生平
曾就读于苏州城市建设环境保护学院（2001年并入苏州科技大学），1989年8月参加工作。2003年至2006年，就读于中国人民大学公共管理学院土地资源管理专业，获硕士学位。
曾任建设部住宅与房地产业司房地产权与市场管理处处长、副司长，住房和城乡建设部房地产市场监管司副司长、巡视员。2013年12月，任中共广西壮族自治区南宁市委常委、南宁市人民政府党组成员。2014年1月14日，任南宁市人民政府副市长。
2015年，接替陆克华担任住房和城乡建设部城市建设司司长。2021年1月，履新住房和城乡建设部党组成员。2021年2月9日，任住房和城乡建设部副部长。2022年9月，当选中共二十大代表。
2023年1月8日，任上海市人民政府副市长。同日，在杨浦区第十七届人民代表大会常务委员会第十次会议补选为上海市第十六届人民代表大会代表。